# مراد كوروم
مراد قوروم (بالتركية: Murat Kurum)‏ (ولد في يناير 1976 في مدينة أنقرة في تركيا) هو وزير البيئة والتطوير العمراني التركي وعضو في حزب العدالة والتنمية الذي يترأسه الرئيس التركي رجب طيّب أردوغان 

## حياته العملية والسياسية
تخرج من ثانوية معمار كمال التحق في قسم هندسة الإنشاءات بكلية الهندسة والعمارة لجامعة سلجوق في ولاية قونيا وتخرج منها عام 1999.
عمل قوروم مهندسًا في العديد من مؤسسات القطاع الخاص العاملة في مجال الإنشاءات في الفترة 1999 – 2005. وبين عامي 2005 و2006 عمل خبيرًا في رئاسة إدارة التنمية السكنية (TOKi) التي كانت تابعة لرئاسة الوزراء
ومن 2006 حتى العام2009 عين مديرًا لقسم التطبيقات في فرعها بالجانب الأوروبي من مدينة إسطنبول.
وخلال الفترة 2009 – 2018 تدرج من خبير في إدارة تطوير الإسكان في رئاسة إدارة التنمية السكنية (TOKi) حتى أصبح مديرًا عامًا وعضو مجلس إدارة فيها.

## حياته الشخصية
متزوج ولديه ابنان.